# Аріел Ногейра
Аріел Аугусто Ногейра (порт. Ariel Augusto Nogueira; 22 лютого 1910, Петрополіс — дата смерті невідома) — бразильський футболіст, що грав на позиції захисника, зокрема, за клуб «Ботафогу», а також національну збірну Бразилії.
Триразовий переможець Ліги Каріока.

## Клубна кар'єра
У футболі дебютував 1927 року виступами за команду «Елленіко». Згодом, протягом 1927—1929 років захищав кольори команди клубу «Петрополітано».
1929 року перейшов до клубу «Ботафогу», за який відіграв 5 сезонів. Завершив професійну кар'єру футболіста виступами за «Ботафогу» у 1934 році.

## Виступи за збірну
1934 року дебютував в офіційних матчах у складі національної збірної Бразилії. Протягом кар'єри у національній команді провів у її формі 1 офіційний матч. Всього за кар'єру зіграв за збірну 20 поєдинків, але 19 з них були неофіційними.
Був присутній в заявці збірної на чемпіонаті світу 1934 року в Італії, але на поле не виходив.

## Титули і досягнення
- Переможець Ліги Каріока (3):

«Ботафогу»: 1932, 1933, 1934